# 장 (시호)
장은 시호에 쓰이는 글자다. 章, 莊, 壯 세 글자가 있으며, 莊은 《일주서》 〈시법해〉에는 병갑극작(兵甲亟作), 예어극복(叡圉克服), 승적지강(勝敵志强), 사어원야(死於原野), 누정살벌(屢征殺伐), 무이불수(武而不遂)을 일컫는다고 한다. 章은 《후한서》 숙종효장황제기의 주석에서 시법을 인용하여 온극령의(溫克令儀)를 일컫는다고 하고, 《구당서》 숙종효경황후오씨전에서 시법을 인용하여 경신고명(敬愼高明), 법도명대(法度明大)를 일컫는다고 한다.

## 장황제(章皇帝)
- 후한 장제
- 북요 장제
- 명 장제 (선덕제)
- 청 장제 (순치제)
- 베트남 후 레 왕조 장제 (희종)
- 베트남 응우옌 왕조 장제 (티에우찌)
- 대한 제국 장제 (조선 철종) (추숭)

## 장황제(莊皇帝)
- 대 장제 탁발관 (추존)
- 명 장제 (융경제)

## 장왕(莊王)
- 동주 장왕
- 진 장왕
- 초 장왕

## 장공(莊公)
- 노 장공
- 소 장공
- 송 장공
- 연 장공
- 위 장공
- 정 장공
- 제 장공
- 진 장공
- 진 장공
- 허 장공

## 장후(莊侯)
- 채 장후

## 장후(壯侯)
- 신야장후 문빙
- 관문장후 방덕
- 양평장후 서황
- 무음장후 잠팽
- 막장후 장합
- 장평장후 조휴
- 주태
- 모장후 허저

## 장백(莊伯)
- 곡옥 장백
- 사 장백 약

## 장자(莊子)
- 고 장자 호
- 국 장자 귀보
- 맹 장자 속
- 손 장자 흘
- 영 장자 속
- 위 장자 강
- 전 장자 백
- 조 장자 삭
- 지 장자 계
- 포 장자 견
- 한 장자 경